# Eteri de Barcelona
Eteri de Barcelona (mort cap al 65) és una personalitat llegendària, que una tradició tardana, documentada en obres historiogràfiques dels segles xvi i xvii, pretenen que fos el primer bisbe de Barcelona.

## Historicitat
La primera font que el cita va ser la pretesa crònica de Luci Flavi Dextre, fill de Pacià de Barcelona, que, en realitat, havia estat escrita al final del segle xvi pel jesuïta Jerónimo Román de la Higuera i publicada per primer cop en 1619. L'habilitat de la falsificació va ser que fos tinguda per molts autors com una obra autènticament antiga i escrita al segle v, per la qual cosa les seves afirmacions, la majoria sense cap fonament històric real, van passar a altres obres serioses fins al punt d'alterar greument la cronologia dels fets narrats i provocar que capítols catedralicis, consells municipals, etc., creient el que es deia, comencessin a retre culte o nomenessin patrons a sants inexistents, que van arrelar en la tradició popular. Cap a mitjan segle xvii i al segle xviii, altres autors van encarregar-se de demostrar la falsedat d'aquesta crònica i de les obres que s'hi inspiraren, però les tradicions, llegendes i culte iniciats ja havien arrelat prou i el poble va continuar considerant algunes d'aquestes històries com a autèntiques, fins a l'actualitat, tot i la seva inversemblança.

## Llegenda
Segons la llegenda, creada per tal d'endarrerir els orígens del bisbat de Barcelona fins als temps apostòlics, donant-li així més prestigi i preeminència sobre d'altres, Eteri hauria estat deixeble de Sant Jaume el Major, amb qui hauria arribat a Bàrcino cap a l'any 37. Abans de marxar a predicar per la resta d'Hispània, sant Jaume el va nomenar cap de la comunitat cristiana de la ciutat. Eteri hauria instal·lat la seu a l'indret on l'apòstol havia predicat, l'actual lloc on és l'Església dels Sants Just i Pastor.
Arran de les persecucions dels cristians de temps de Neró, cap a l'any 60, Eteri s'hauria reunit amb altres bisbes ibèrics (llegendaris, com ell: Nèstor de Palència, Capitó de Lugo, Arcadi de Logronyo, Agatodor de Tarragona, Eugeni de València, Basili de Cartagena, Elpidi de Toledo, Efraïm d'Astorga i Pius de Sevilla) a Peníscola per veure de trobar una solució al problema: les tropes romanes, comandades per Actus, van detenir-los tots quan estaven plegats i van executar-los, morint màrtirs.

## Veneració
La seva festivitat se celebra el 4 de març, coincidint amb la festivitat dels Sants Màrtirs del Quersonès, set màrtirs reals dels segles III-IV de qui el falsificador havia tret els noms. De fet, la història del sant té un abast local i mai no ha estat reconeguda per l'Església, per la qual cosa, Eteri de Barcelona no figura al santoral ni al Martirologi romà. Els noms que hi apareixen són els dels sants del Quersonès.
A més, l'aparició tardana de la llegenda ha fet que, en aquest cas, no arrelés a la ciutat, on no ha tingut mai cap devoció popular ni un culte reconegut.